# Simulium clarkei
Simulium clarkei är en tvåvingeart som beskrevs av Stone och Snoddy 1969. Simulium clarkei ingår i släktet Simulium och familjen knott. Inga underarter finns listade i Catalogue of Life.